# Kill Devil Hills
Kill Devil Hills és un poble dels Estats Units a l'estat de Carolina del Nord. Segons el cens del 2000 tenia 5.897 habitants.

## Demografia
Segons el cens del 2000, Kill Devil Hills tenia 5.897 habitants, 2.585 habitatges i 1.491 famílies. La densitat de població era de 412,5 habitants per km².
Dels 2.585 habitatges en un 26,4% hi vivien nens de menys de 18 anys, en un 44,2% hi vivien parelles casades, en un 9,6% dones solteres, i en un 42,3% no eren unitats familiars. En el 27,9% dels habitatges hi vivien persones soles el 6,5% de les quals corresponia a persones de 65 anys o més que vivien soles. El nombre mitjà de persones vivint en cada habitatge era de 2,28 i el nombre mitjà de persones que vivien en cada família era de 2,77.
Per edats la població es repartia de la següent manera: un 20,9% tenia menys de 18 anys, un 7,5% entre 18 i 24, un 38,1% entre 25 i 44, un 22,8% de 45 a 60 i un 10,7% 65 anys o més.
L'edat mediana era de 37 anys. Per cada 100 dones de 18 o més anys hi havia 106,3 homes.
La renda mediana per habitatge era de 39.713 $ i la renda mediana per família de 44.681 $. Els homes tenien una renda mediana de 31.431 $ mentre que les dones 23.206 $. La renda per capita de la població era de 20.679 $. Entorn del 5,2% de les famílies i el 8,3% de la població estaven per davall del llindar de pobresa.

## Poblacions més properes
El següent diagrama mostra les poblacions més properes.